# Nekropole von Sabel

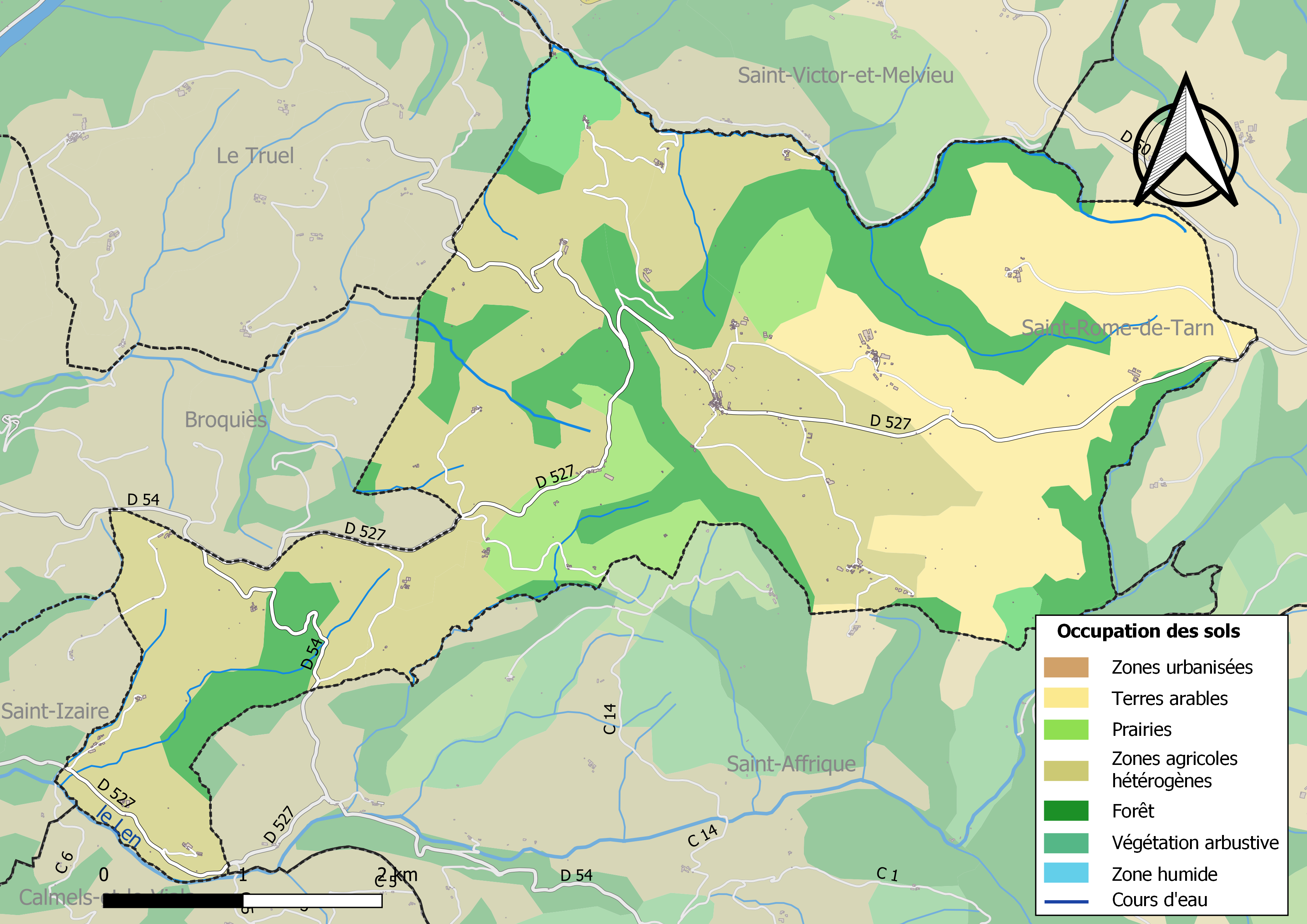
Lage

Die frühmittelalterliche Nekropole von Sabel liegt in Les Costes-Gozon bei Saint-Affrique, im Département Aveyron in Frankreich. Sie hat auffällige Ähnlichkeit mit der Nekropole von San Gens im Kreis (Concelho) Fornos de Algodres in der Região Centro in Portugal.
Die Nekropole aus dem 7. Jahrhundert enthält eine Reihe rechteckiger, anthropomorpher in die Felsenoberfläche geschnittener, teilweise paarweise angeordneter Gräber westgotischen Ursprungs.
In der Nähe liegen die Dolmen(reste) La Serra, Puech-de-la-Garde und La Vayssiére.